# FREETEL

FREETELのロゴ

FREETEL（フリーテル）は、MAYA SYSTEMが製造・発売していた、日本の携帯電話端末のブランド名 である。以前はプラスワン・マーケティング株式会社（Plus One Marketing Ltd.）が携帯電話端末の製造とMVNO事業を行っていたが、2018年1月9日にMAYA SYSTEMへブランドと携帯電話の製造と販売事業が譲渡された。
「FREETEL SIM」ブランドのMVNO事業は、2017年11月に楽天モバイルへ譲渡 して名称も2018年1月15日に楽天へ統一された。

## 概要
プラスワン・マーケティングが発売した携帯電話端末のブランド名で、「Made by JAPAN」を標榜して『日本の品質基準で製造元を管理して「日本品質」をアピール』 し、販売した端末は「MUSASHI」「KIWAMI」「KATANA」「REI」 「RAIJIN」と日本語由来の名称を付けたものが多い。
プラスワン・マーケティングは2015年にNTTドコモ網を使ったMVNO事業に参入し、一時は43.3万回線でMVNOの業界5位で国内市場の5.3パーセントを占める が、出店計画は想定を下回り、同業他社との競合や広告宣伝費が重荷となり、2017年3月期の業績は売上高が100億5900万円で営業損益は53億8800万円の赤字 となり、3期連続の赤字を計上した。9月にMVNO事業を分離して楽天モバイルへ譲渡 するが経営は好転せず、12月4日に民事再生法の適用を申請した。民事再生スポンサー候補は株式会社MAYA SYSTEMで、楽天モバイルが継承したサービスは2018年1月15日に楽天へブランドが統一された。
2017年12月30日に携帯端末製造販売事業とFREETELブランドを2018年1月9日付でMAYA SYSTEMへ譲渡する契約を締結し、FREETELブランドはMAYA SYSTEMの1ブランドとして存続 する。MAYA SYSTEMへ事業譲渡後もプラスワン・マーケティングは民事再生手続を継続する。
MAYA SYSTEM移行後は、2018年2月に新機種2機の端末を発売したのみで、2022年12月31日をもって発売した端末全機種のサポートを終了。公式HPも閉鎖となった。

## 沿革
- 2012年10月5日 プラスワン・マーケティングを設立する。
- 2013年11月16日 プラスワン・マーケティング、Android搭載SIMロックフリースマートフォン「freetel」を発売[12] する。
- 2015年6月22日 「freetel」から「FREETEL」にブランドを変更し、同年7月からMVNOとして「FREETEL SIM」サービスを開始[13] する。
- 2017年
  - 3月28日 高市早苗総務大臣が海外事業を株式会社海外通信・放送・郵便事業支援機構による最大15億円となる支援対象事業として認可[14] する。
  - 4月21日 消費者庁が「『業界最速』の通信速度」等の表示に関し不当景品類及び不当表示防止法（景品表示法）第7条第1項に基づく措置命令を発令[15] する。
  - 9月26日 MVNO事業を分割し、同年11月1日付けで楽天へ承継することを発表する。楽天は5億2000万円を支払いプラスワン・マーケティングの資産合計約18億円と負債合計約30億円を承継し、債務を履行する。端末の製造・販売事業は当社が継続[16] する。
  - 12月4日 プラスワン・マーケティングが東京地方裁判所へ民事再生法適用を申請して同日付で保全監督命令を受ける。負債総額は約26億円[2][17] で、同時にプラスワン・マーケティングが継続していた一部サービスも終了[18] する。
- 2018年
  - 1月9日 携帯端末製造販売事業並びにFREETELブランドをMAYA SYSTEMへ譲渡[5][6] する。
  - 1月15日 MAYA SYSTEMに譲渡された、端末のサポート業務を再開[19] する。
  - 1月15日 楽天に譲渡された、MVNO事業のブランドを楽天に統合[8] する。
- 2022年
  - 12月31日 公式HPを閉鎖。

## 端末

### 携帯電話・スマートフォン
※但し書きを除いて全てAndroid搭載スマートフォンである。

#### freetel
- Priori
- nico
- XM - ZTE Blade Vec 4GのOEM。
- Simple - 電話とSMSのみ搭載のシンプルケータイ。

#### FREETEL変更後
- KATANA01 - Windows 10 Mobileを搭載。
- KATANA02 - Windows 10 Mobileを搭載。
- MUSASHI
- MIYABI
- Priori2
- KIWAMI
- Priori3
- Priori3s/3s LTE
- REI
- Priori4
- KIWAMI2
- RAIJIN
- Priori5
- REI2 Dual

### モバイルルーター
- ARIA
- ARIA2

### タブレット端末
- GAIA

## 楽天モバイルへ譲渡された事業

### MVNO事業
「freetel mobile(フリモバ)」と「FREETEL SIM」を運営していた。

#### freetel mobile
freetel時代の2014年に開始。

#### FREETEL SIM

##### 料金
- データ通信は最小1GBから3GB・5GB・8GB・10GB・15GB・20GB・30GB・40GB最高50GBと10段階のプランが用意されている。
- 通話料金は30秒で20円。

##### サービス・施策
- iPhone・iPad向けのSIMがあり、App Storeの閲覧・ダウンロードに関わる通信料が無料になる特典に加え、APNがあらかじめセットされており、面倒なAPN設定が不要にできる。
- Pokémon GOで通信した際に発生する通信料が無料になるサービスが行われている。
- LINEなどのSNS通信が無料になるサービスもある。2016年12月20日から、これらに加えてTwitter、Facebook、Instagram、Facebook Messengerもパケット通信無料の対象となる。ただし、Twitter、Facebook、Facebook Messengerは定額3GB以上、Instagramは定額5GB以上の通信プランが対象である。
- 2017年6月には、ドワンゴが運営するniconicoと共同で「ニコニコSIM（仮）」を発売。契約初年はniconicoプレミアム会員料金が無料となる。

#### 行政処分
2017年4月21日に、格安スマホ会社として初めて消費者庁・総務省から景品表示法違反で行政処分を受ける。CMなどで「業界最速」「シェアNo.1」を謳い顧客を集めたが裏付け根拠が無く、一部アプリで「通信料無料」としながら実際は通信料を請求していた点も問題視された。